# L'Extravagant M. Philips
Pour plus de détails, voir Fiche technique et Distribution.
L'Extravagant M. Philips (A Kiss in the Dark) est un film américain réalisé par Delmer Daves, sorti en 1949.

## Synopsis
Après des années de concerts en tournée, le pianiste Eric Phillips découvre que son conseiller financier Peter Danilo lui a acheté un immeuble, et que cet immeuble a un besoin pressant de réparations. Il va tomber amoureux d'une des locataires, Polly Haines, et après diverses péripéties liées aux travaux, va finalement repartir en tournée avec elle, et ce sera leur lune de miel. 

## Fiche technique
- Titre original : A Kiss in the Dark
- Titre français : L'Extravagant M. Philips
- Réalisation : Delmer Daves
- Scénario : Harry Kurnitz
- Direction artistique : Stanley Fleischer
- Décors : William Kuehl
- Costumes : Milo Anderson
- Photographie : Robert Burks
- Son : Charles Lang
- Montage : David Weisbart
- Musique : Max Steiner
- Production : Harry Kurnitz
- Société de production : Warner Bros.
- Société de distribution : Warner Bros.
- Pays de production :  États-Unis
- Langue originale : anglais
- Format : noir et blanc — 35 mm — 1,37:1 — son Mono (RCA Sound System)
- Genre : Comédie romantique
- Durée : 87 minutes
- Dates de sortie : 
  - États-Unis : 25 mars 1949
  - France : 21 mars 1950

## Distribution
- David Niven : Eric Phillips
- Jane Wyman : Polly Haines
- Victor Moore : Horace Willoughby
- Wayne Morris : Bruce Arnold
- Broderick Crawford : M. Botts
- Joseph Buloff : Peter Danilo
- Maria Ouspenskaya : Mme Karina
- Curt Bois : Schloss
- Percival Vivian : Benton, le majordome d'Eric
- Raymond Greenleaf : Martin Soames
- Raymond Turner : doublure piano